# Spondias
Макок, Свинячі сливи (Spondias) — рід тропічних рослин з родини Анакардієві (Anacardiaceae).

## Деякі види
Включає 17 видів, серед яких багато плодових дерев.
- Spondias cytherea Sonn.
- Spondias dulcis
- Spondias haplophylla
- Spondias indica
- Spondias lakonensis
- Spondias mombin
- Spondias pinnata
- Spondias purpurea L.
- Spondias radlkoferi
- Spondias tuberosa
- Spondias venulosa

## Практичне використання
10 з 17 видів споживають в їжу. Бутони та плоди солять у Карнатаці, Індія. У Таїланді використовують навіть листя рослини.

## Цікаві факти
Від тайської назви  Spondias dulcis («Макок») походить назва міста Бангкок.